# Jacopo Passavanti

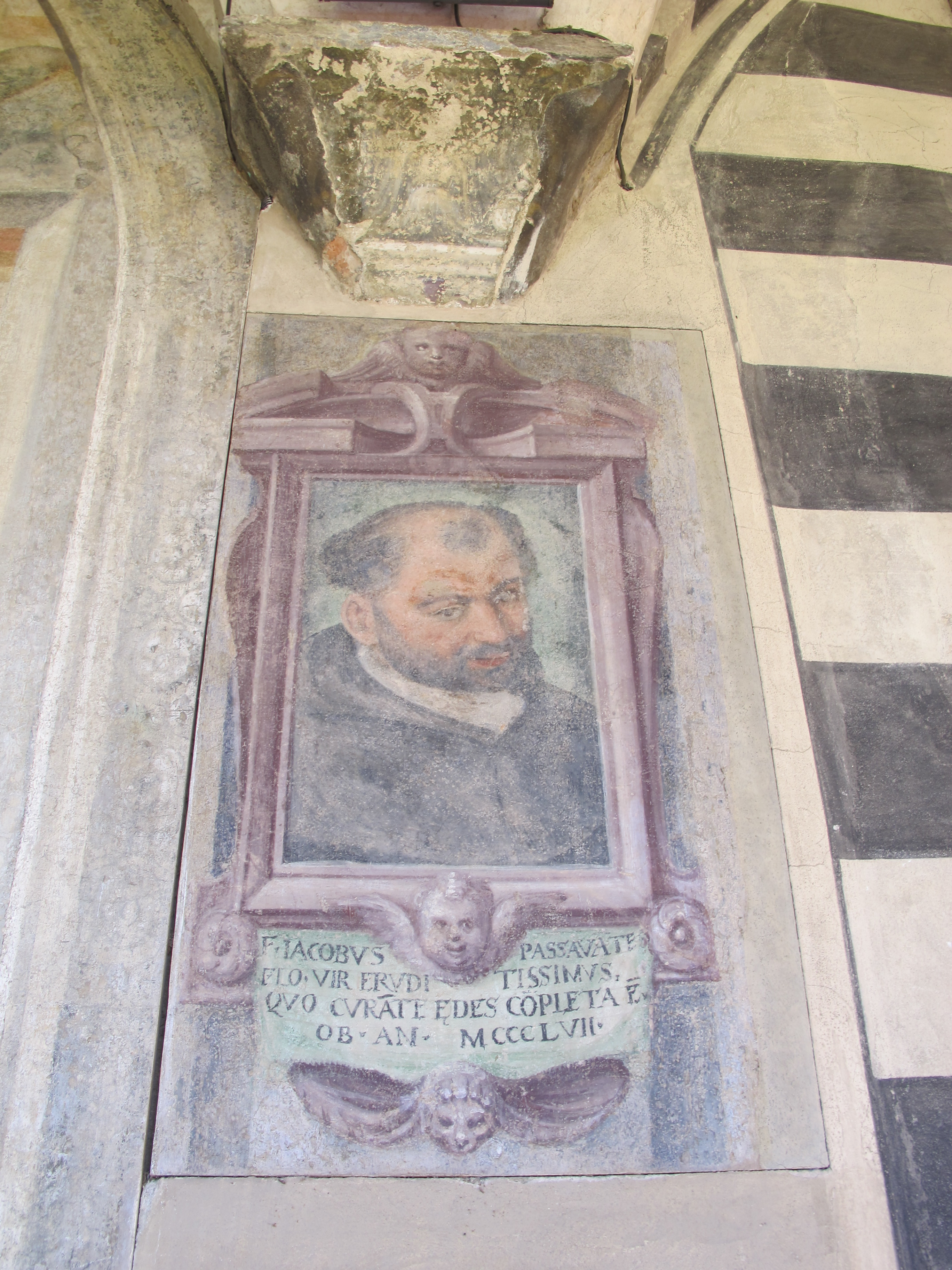
Jacopo Passavanti im Kreuzgang von S. Maria Novella

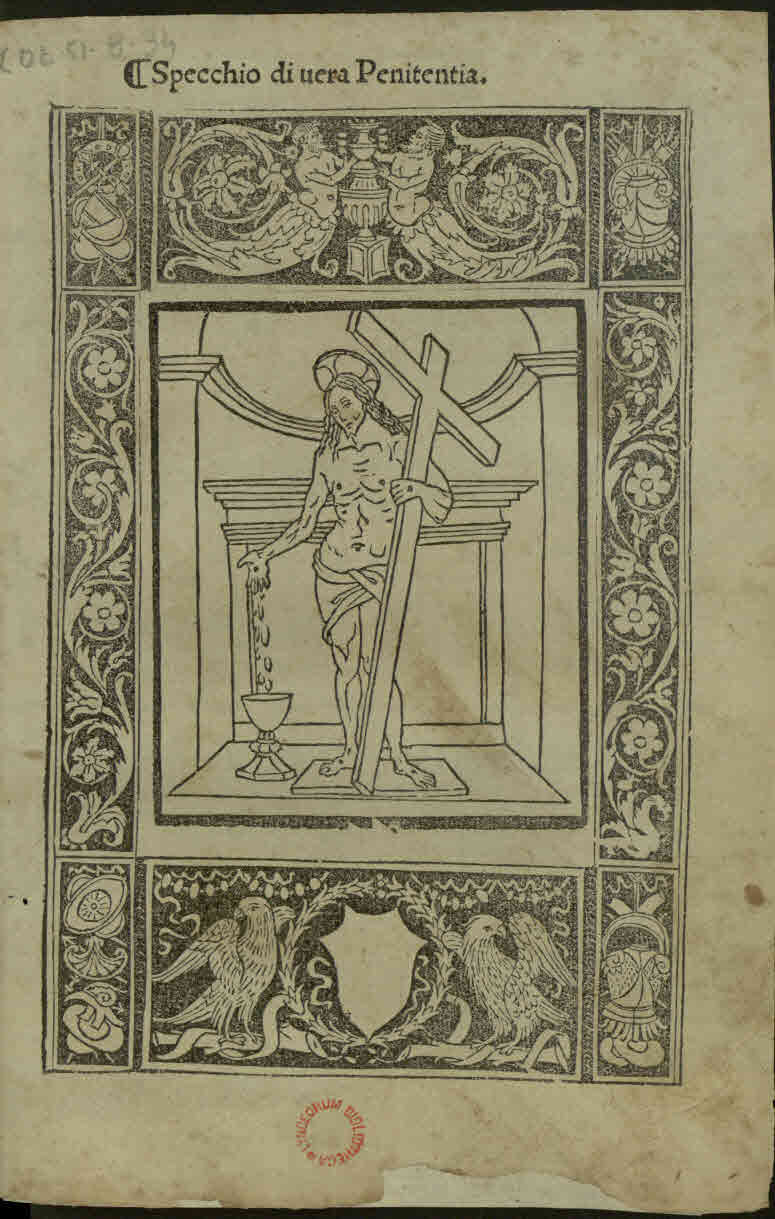
Specchio di vera penitentia, 1495

Lo specchio della vera penitenza, 1808 (Mailand, Fondazione Mansutti).

Jacopo Passavanti (geb. um 1302 in Florenz; gest. 15. Juni 1357 ebenda) war ein italienischer Dominikanermönch und Schriftsteller.
Seine Mitte des 14. Jahrhunderts entstandene und erstmals 1485 gedruckte Sammlung von Bußpredigten und kleinen Moraltraktaten, der als Handbuch für Laien konzipierte Specchio della vera penitenza („Spiegel der wahren Buße“), erschien zuerst 1856 in einer moderneren Edition von Filippo Luigi Polidori (1801–1865) und hat einen festen Platz in der Geschichte der italienischen Sprache und Literatur gefunden, wie auch das zeitgenössische Decamerone Boccaccios, beides wertvolle Quellen für die Geschichte des religiösen Geistes und die Sitten dieses Jahrhunderts. Eine kritische Ausgabe besorgte Ginetta Auzzas in der Reihe Scrittori italiani e testi antichi (Firenze, Accademia della Crusca, 2014).
Der Dominikanerorden schickte ihn 1330 zum Studium nach Paris, anschließend studierte er Philosophie in Pisa und Theologie in Siena und in Rom.
Passavanti schuf den Erstentwurf für die Certosa di Firenze, betreute das Bauprojekt des Palazzo Acciaiuoli und vollendete als Prior von Santa Maria Novella die Kuppel der gotischen Kirche und Klosteranlage in Florenz.
Die Dominikanerbibliothek von Santa Maria Novella (Biblioteca Domenicana di Santa Maria Novella ‘Jacopo Passavanti’) ist heute nach ihm benannt.

## Werke
- Specchio di vera Penitentia, Firenze, 1495 Digitalisat bei Gallica; Digitalisat eines Exemplars der Biblioteca Corsiniana
- Lo specchio della vera penitenza. Novamente collazionato sopra testi manoscritti ed a stampa da F.-L. Polidori. Coi volgarizzamenti da Origine e da Tito Livio attributi al medesimo Passavanti. Felice Le Monier, Florenz (Firenze), 1863 (Seconda edizione) Digitalisat (2. A.)
- kritische Ausgabe von Ginetta Auzzas in der Reihe Scrittori italiani e testi antichi (Firenze, Accademia della Crusca, 2014)

- - (französische Übersetzung) Le Miroir de la vraie pénitence et autres traités de spiritualité, présenté et traduit par Denise Alexandre, Classiques Garnier, 2013, ISBN 978-2-8124-0985-1 (Review)

- «Die Erscheinung des Kohlenbrenners», in: Manesse Bibliothek der Weltliteratur: Italienische Novellen aus acht Jahrhunderten. Herausgegeben und mit einem Vorwort von Giuseppe Zoppi. 2 Bände. Band 1